# Jody A. Breckenridge
Jody A. Breckenridge (Estados Unidos, 1953) es una excomandante del Área del Pacífico de la Guardia Costera de los Estados Unidos.

## Educación y servicio militar
Breckenridge creció en Potomac, Maryland, y se unió a la Guardia Costera en 1976. Recibió una licenciatura en biología del Instituto Politécnico y Universidad Estatal de Virginia, obtuvo una maestría en políticas públicas de la Universidad de Maryland y una maestría en ciencias Licenciado en estrategia nacional de recursos por el Colegio Industrial de las Fuerzas Armadas. Mientras asistía a la Universidad de Maryland, fue elegida miembro de la sociedad de honor de Phi Kappa Phi y recibió un premio a la Excelencia en Becas, graduándose con honores. En 2007, fue honrada con el Premio al Alumno Distinguido de la Universidad de Maryland.
Antes de su asignación como comandante de PACAREA, se desempeñó como directora del Equipo de Transformación Estratégica, donde fue responsable de alinear y sincronizar los esfuerzos para transformar y modernizar la Guardia Costera. Al mismo tiempo, se desempeñó como subcomandante de recursos humanos, donde supervisó a los profesionales de recursos humanos de la Guardia Costera. De 2005 a 2006, Breckenridge se desempeñó como comandante del Undécimo Distrito de la Guardia Costera en Alameda, California, supervisando las operaciones de la Guardia Costera en los estados del suroeste de California, Nevada, Utah y Arizona, y el Océano Pacífico Oriental. Durante su mandato, el Distrito Undécimo intensificó su colaboración interinstitucional que condujo a incautaciones de drogas, incluido el MV Gatún, la interdicción marítima más grande en la historia de los EE. UU., y el arresto de Francisco Javier Arellano Félix, jefe del cártel de drogas Arellano Félix. Ejerció como comandante del Comando de Mantenimiento y Logística del Pacífico.